# Dresdner Künstlergruppe 1913
Die Dresdner Künstlergruppe 1913 bildete sich als reine Ausstellungsgruppe u. a. um Johann Walter-Kurau, Max Frey und Georg Lührig. Die erste Ausstellung erfolgte im Februar 1914 in der Galerie Arnold in Dresden.

## Geschichte
Vorläufer der Dresdner Künstlergruppe 1913 war die Gruppe Grün-Weiß, die bereits 1910 mit einer Ausstellung im Kunstsalon Emil Richter als fortschrittlicher Flügel innerhalb der konservativen Dresdner Kunstgenossenschaft an die Öffentlichkeit getreten war. An der Gruppe Grün-Weiß beteiligt war auch Johann Walter-Kurau. 1913 regte Walter-Kurau die Gründung der Dresdner Künstlergruppe 1913 an. Johann Walter-Kurau hielt den Vorsitz der Gruppe inne. Die Gründungsmitglieder verließen die Kunstgenossenschaft.
Die Dresdner Künstlergruppe 1913 wurde als „aufsehenerregende Sezession“ angekündigt. Diese Zuordnung ist einerseits auf dem Hintergrund des damals weiterhin schwelenden Dresdner Künstlerstreits und anderseits auf dem Hintergrund der ersten Dresdner Sezession zu verstehen, die sich um die Jahrhundertwende unter der Führung von Carl Bantzer und Gotthardt Kuehl aus dem Kreis der Goppelner Schule gebildet hatte: Die Dresdner Künstlergruppe 1913 steht in der Linie und der Tradition des Vereins bildender Künstler Dresden (Sezession) (1893–1900), der nachfolgenden Gruppe der Elbier (1902–1909) und der Gruppe Grün-Weiß (1910). In der Zwischenzeit hatte sich aber mit dem Expressionismus im Umfeld der Brücke (1905) eine modernere Stilrichtung entwickelt.
Die erste Ausstellung der Dresdner Künstlergruppe 1913 mit 261 Werken fand unter dem Titel „Dresdner Künstler Gruppe 1913. Ausstellung von Gemälden, Graphik, Zeichnungen und plastischen Werken“ vom 1. Februar bis 21. Februar 1914 in der Galerie Arnold in Dresden statt. An der Eröffnungsfeier waren u. a. anwesend: Prinz Johann Georg von Sachsen, Staatsminister Heinrich Gustav Beck, Graf Vitzthum von Eckstädt, Ministerpräsident Georg von Metzsch-Reichenbach, der Generaldirektor des Königlichen Hoftheaters Nikolaus Graf von Seebach, Geheimrat Dr. Schelcher, der Generaldirektor der Dresdner Gemäldegalerie Geheimrat Woldemar von Seidlitz und der Geheime Regierungsrat Dr. Heyn. Johann Walter-Kurau hielt eine Rede zur Eröffnung, die als Inhaltsbericht über die Presse der damaligen Zeit teilweise überliefert ist:

„Die heftige Erregung, welche in den letzten Jahren alle Gebiete der Kunst ergriff, hat auch die Dresdner Kunstgenossenschaft tangiert, und so ist diese neue Vereinigung als notwendige, zeitgemäße Reaktion derselben anzusehen. Es sei mir gestattet an dieser Stelle der tatkräftigen, erhaltenden Fürsorge des Vorsitzenden der Dresdner Kunstgenossenschaft, Herrn v. Mayenburg, in Dankbarkeit zu gedenken, unter dessen Obhut sich diese Neugestaltung als organisatorische Weiterentwicklung vollzogen hat. Diese neue kleinere Körperschaft hofft nun, in leichterer Beweglichkeit künstlerisch den notwendigen Faktor abzugeben und so der Zeitströmung besser gerecht zu werden.“

Einen Monat vorher wurde in der Galerie Arnold die viel beachtete Ausstellung „Die Neue Malerei. Expressionistische Ausstellung“ u. a. mit Werken der Brücke und des Blauen Reiters gezeigt. Ebenfalls zur gleichen Zeit lief im Kunstsalon Emil Richter eine Ausstellung von Pablo Picasso. Auf diesem Hintergrund berichtete die Tageszeitung Dresdner Neueste Nachrichten auf der Titelseite:

„Die Dresdner Künstlergruppe 1913 wird ein solides, tüchtiges Element im Kunstleben der Stadt sein. Aufregungen sind hier nicht zu befürchten. Nach dem Tumult der Farben, der sich in diesen Räumen noch kürzlich abspielte, wirken die Dresdner Nachfolger nun besonders lind und zahm.“

Zwei weitere Ausstellungen der Dresdner Künstlergruppe 1913 sind im Juli 1915 in der Kunstausstellungshalle am Marientor in Nürnberg und im Oktober 1915 im Kunstverein Hamburg überliefert.
Sowohl die Künstlergruppe Grün-Weiß als auch die Dresdner Künstlergruppe 1913 waren aus heutiger Sicht gemäßigte Versuche, Bewegung in die konservativen Strukturen der Dresdner Kunstgenossenschaft zu bringen.

## Mitglieder
An der Ausstellung 1914 in der Galerie Arnold beteiligten sich:
- Otto Arndts
- Arthur Ernst Berger
- Ernst Berger
- Carl Brose
- Richard Paul Burkhardt-Untermhaus
- Max Frey
- Georg Gelbke
- Carl Haeser
- Berthold Hellingrath
- Artur Henne
- Oskar Erich Hösel
- Max Kowarzik
- Franz Kunz (16. April 1874 – 3. Juli 1927)[9]
- Johann Walter-Kurau
- Paul Lindau
- Georg Lührig
- Siegfried Mackowsky
- Ludwig Muhrmann
- Maximilian Noetzold (1888–1934)
- Martin Erich Philipp
- Franz Richard Scholtz
- Hans Schultze-Görlitz
- Richard Stöckert
- Alfred Thomas
- Louis Clemens Paul Walther
- Wolfgang Müller, genannt Wolfgangmüller (1877–1949)